# L'Œuvre au noir (film)
L'Œuvre au noir is een Belgisch-Franse dramafilm uit 1988 onder regie van André Delvaux. Het scenario is gebaseerd op de gelijknamige roman uit 1968 van de Franse auteur Marguerite Yourcenar.

## Verhaal
In de 16e eeuw zwerft de Vlaamse alchemist en chirurgijn Zénon door heel Europa. Hij wordt vervolgd door de Inquisitie vanwege zijn dissidente geschriften en zijn duivelse praktijken.

## Rolverdeling
| Acteur                   | Personage               |
| ------------------------ | ----------------------- |
| Gian Maria Volonté       | Zénon                   |
| Sami Frey                | Prior van de kordeliers |
| Jacques Lippe            | Myers                   |
| Anna Karina              | Catherine               |
| Philippe Léotard         | Henri-Maximilien        |
| Jean Bouise              | Campanus                |
| Marie-Christine Barrault | Hilzonde                |
| Marie-France Pisier      | Martha                  |
| Mathieu Carrière         | Pierre de Hamaere       |
| Pierre Dherte            | Cyprien                 |
| Johan Leysen             | Rombaut                 |
| Dora van der Groen       | Greete                  |
| Senne Rouffaer           | Le Cocq                 |
| Geert Desmet             | Han                     |
| Michel Poncelet          | Josse                   |